# Pozuelo de Zarzón
Portezuelo de Zarzón este un oraș din Spania, situat în provincia Cáceres din comunitatea autonomă Extremadura. Are o populație de 564 de locuitori.
1. ↑  Nomenclátor Geográfico de Municipios y Entidades de Población (20240402 edition)